# Galasy ZMesta
A Galasy ZMesta egy  belarusz együttes. Ők képviselték volna Fehéroroszországot a 2021-es Eurovíziós Dalfesztiválon, Rotterdamban, a Ya nauchu tebya című dalukkal, azonban a dal politikai témája miatt ki lett zárva, és Fehéroroszország is visszalépni kényszerült.
2020-ban alakultak Baranavicsi városában. Tagjai egy része zenészként, a másik része egy helyi komédiaklubban (comedy club) dolgozott.

## Diszkográfia

### Kislemezek
- 2021 – Ya nauchu tebya